# Organización de Guerrillas Fedai del Pueblo Iraní
La Organización de Guerrillas Fedai del Pueblo Iraní (en persa سازمان چريک‌های فدايی خلق ايران Sāzmān-e čerikhā-ye Fadāʾi-e ḵalq-e Irān) fue una organización guerrillera clandestina marxista-leninista de Irán.

## Ideología
Ideológicamente, el grupo persiguió una agenda antiimperialista y abrazó la propaganda armada para justificar su lucha armada revolucionaria contra el sistema monárquico de Irán. Creían en el materialismo. Rechazaron el reformismo y se inspiraron en los pensamientos de Mao Zedong, Che Guevara y Régis Debray.
Criticaron al Frente Nacional y al Movimiento de Liberación como "organizaciones papeleras de la pequeña burguesía que siguen predicando la falsa esperanza de un cambio pacífico". Las Guerrillas Fedai inicialmente criticaron a la Unión Soviética y al Tudeh, sin embargo, más tarde abandonaron la posición como resultado de la cooperación con el campo socialista.
Bijan Jazani, conocido como el "padre intelectual" de la organización, contribuyó a su ideología escribiendo una serie de panfletos tales como "Lucha contra la dictadura del Sah", "Lo que debe saber revolucionario" y "Cómo se transformará la lucha armada en una lucha de masas?". Los panfletos fueron seguidos por el tratado de Masoud Ahmadzadeh "Lucha armada: una estrategia y una táctica" y "La necesidad de la lucha armada y el rechazo de la teoría de la supervivencia" por Amir Parviz Pooyan.